# Virginie Billetdoux
Pour les articles homonymes, voir Billetdoux.
Virginie Billetdoux est une actrice française née en 1949. Elle est la fille aînée de l'auteur dramatique François Billetdoux et d’Évelyne Colin (1925-2022), et la sœur de Raphaële Billetdoux.
Elle suit très tôt des cours de théâtre auprès notamment de René Simon, Jacques Lecoq, Tania Balachova.

## Théâtre
- Quelqu'un devrait faire quelque chose, de François Billetdoux
- Le Balcon de Jean Genet, mise en scène d'Alain Bourseiller
- Rintru pa trou tar hin ! de François Billetdoux, mise en scène par Jean Mercure au Théâtre de la Ville
- Crime et Châtiment de Fiodor Dostoïevski, mise en scène de Robert Hossein au Théâtre de Paris, à la MJC de Reims (en 1971 avec Jacques Weber et Jacques Castelot) et au Théâtre de Créteil : Sonia
- Les Bas-fonds de Maxime Gorki, mise en scène de Robert Hossein au Théâtre Mogador : Anna
- Le Vaisseau fantôme et Vermeil comme le sang, mise en scène de Claude Régy
- Les Veuves de François Billetdoux, à l'Espace Cardin et à Londres
- Othello de Shakespeare, mise en scène de Georges Wilson au Palais des Papes du Festival d'Avignon et au T.E.P. : Desdémone
- Cyrano de Bergerac d'Edmond Rostand, mise en scène de Raoul Billerey aux Tréteaux de France, puis par Maurice Sarrazin au Grenier de Toulouse : Roxane
- Le Bossu de Paul Féval, mise en scène de Michel Le Royer au Cirque d'hiver : Flor
- 1982 : Pour Lucrèce de Jean Giraudoux, mise en scène de Jean-Pierre Laruy, Festival de Bellac, Casino Municipal de Vichy, Tulle (Corrèze) et Château de Boussac (Creuse)
- 1986 : L'Idiot d'après Fiodor Dostoïevski, mise en scène Jacques Mauclair, Théâtre Mouffetard et au Théâtre des Mathurins : Aglaïa
- 1987 : L'Idiot d'après Fiodor Dostoïevski, mise en scène Jacques Mauclair, Théâtre des Mathurins
- Chatterton d'Alfred de Vigny, mise en scène de Jacques Destoop au Théâtre Mouffetard : Kitty Bell

## Filmographie

### Cinéma
- 1977 : L'Imprécateur de Jean-Louis Bertuccelli
- 1980 : L'Affaire Savolta d'Antonio Drove

### Télévision
- 1972 : Comme avant, mieux qu'avant ! d'Yves-André Hubert
- 1974 : Cadoudal de Guy Seligmann
- 1975 : La Dame de l'aube d'Aldo Altit
- 1977 : Au théâtre ce soir : Football de Pol Quentin et Georges Bellak, mise en scène Michel Fagadau, réalisation Pierre Sabbagh, Théâtre Marigny
- 1978 : À l'ombre d'un soupçon de Jean-Marie Marcel
- 1979 : Par-devant notaire de Jean Laviron
- 1983 : Les Mouettes sur la Saône de Jean Sagols